# Torre Realia BCN
La Torre Realia BCN (anche chiamata Torres de Toyo Ito con Hotel Porta Fira) è un grattacielo situato nei pressi di Plaza de Europa nella città di L'Hospitalet de Llobregat, nell'area metropolitana di Barcellona in Spagna. Completato nel 2009, ha 24 piani ed è alto 112 metri.